# محيت ورت
محيت ورت هي إلهة مصرية قديمة للسماء في ديانة قدماء المصريين. يعني اسمها "الفيضان العظيم".
ذُكرت في نصوص الأهرام. في أساطير الخلق المصرية القديمة، تلد الشمس في بداية الزمن. في الفصل 17 من كتاب الموتى يُولد الإله رع من مؤخرتها. في الفن تُصور كالبقرة مع قرص الشمس بين قرنيها. ترتبط بالإلهات نيت، حتحور، وإيزيس، اللواتي يشتركن في خصائص مماثلة، وكما يمكن أن تُدعى "عين رع". في بعض الحالات تكون مجرد لقب لتلك الإلهات. كانت ألقابها الخاصة تشمل "التلة" و"الجزيرة".

## الأصل
كانت محيت ورت مسؤولة عن رفع الشمس إلى السماء كل يوم. كانت تُنتج الضوء للمحاصيل لأولئك الذين يعبدونها، كما تسببت في الفيضان السنوي لنهر النيل الذي يُخصب المحاصيل بالماء. في موسوعة The Encyclopedia of Goddesses and Heroines لـ باتريشيا موناغان، توصف محيت رت كإلهة الخلق لأنها تلد الشمس كل يوم، مما يخلق الحياة لكل من يعبدها.
تقترح جيرالدين بينش أن محيت ورت كانت "ربما" درب التبانة في سماء الليل، لتتوافق مع تحديدها كمياه سماوية تمر بها مركب الشمس.

## الوصف المادي
تُصور محيت ورت كامرأة برأس بقرة، أو بقرة جالسة، أو بقرة تحمل طفلاً، وغالبًا ما يكون قرص الشمس الذهبي بين قرنيها. تظهر على سرير ذهبي موجود في مقبرة توت عنخ آمون، وجوانبه مصنوعة من أبقار مزينة بنمط نجمي تم وصفها كإيزيس-محيت.
تظهر أيضًا مرتين على التابوت الخاص بخنسو، ابن سننجم، الذي دُفن في المقبرة TT1 خلال الأسرة التاسعة عشرة. في كلتا الحالتين، تظهر كالبقرة الجالسة مع الشمس بين قرنيها. تُصور مرتدية عددًا من العناصر الطقسية كوسيلة للإشارة إلى مكانتها الإلهية؛ ترتفع مذبة من ظهرها. في صورة واحدة يظهر خنسو راكعًا ويعبدها، وفي الأخرى رأس حورس صغير يوجد أمامها على منصتها.

## الموت والحياة الآخرة
كانت الإلهة محيت ورت مذكورة في عدد من التعويذات في كتاب الموتى، بما في ذلك الفصل 17. في هذه التعويذة كانت تُنسب إليها ولادة رع، وهي أيضًا التي تحمي رع، لأن القدماء المصريين كانوا يعتقدون أن الشمس تموت كل يوم وتُولد من جديد بواسطة محيت ورت. كانت مسؤولة عن أخذها إلى العالم السفلي، أو الليل بسبب الظلام، ثم إعادتها إلى العالم في اليوم التالي، وكأنها في الحياة الآخرة. كان يعتقد المصريون القدماء أن محيت ورت كانت إلهة الخلق والبعث، لذا كانت مذكورة في إحدى التعويذات لمساعدة البشر في طريقهم إلى الحياة الآخرة. يُعد كتاب الموتى نصًا مهمًا في الثقافة المصرية لأنه يتيح للجمهور فهم الرحلات المختلفة التي كان يعتقد المصريون القدماء أنها تؤدي إلى الحياة الآخرة.